# 三曲合奏

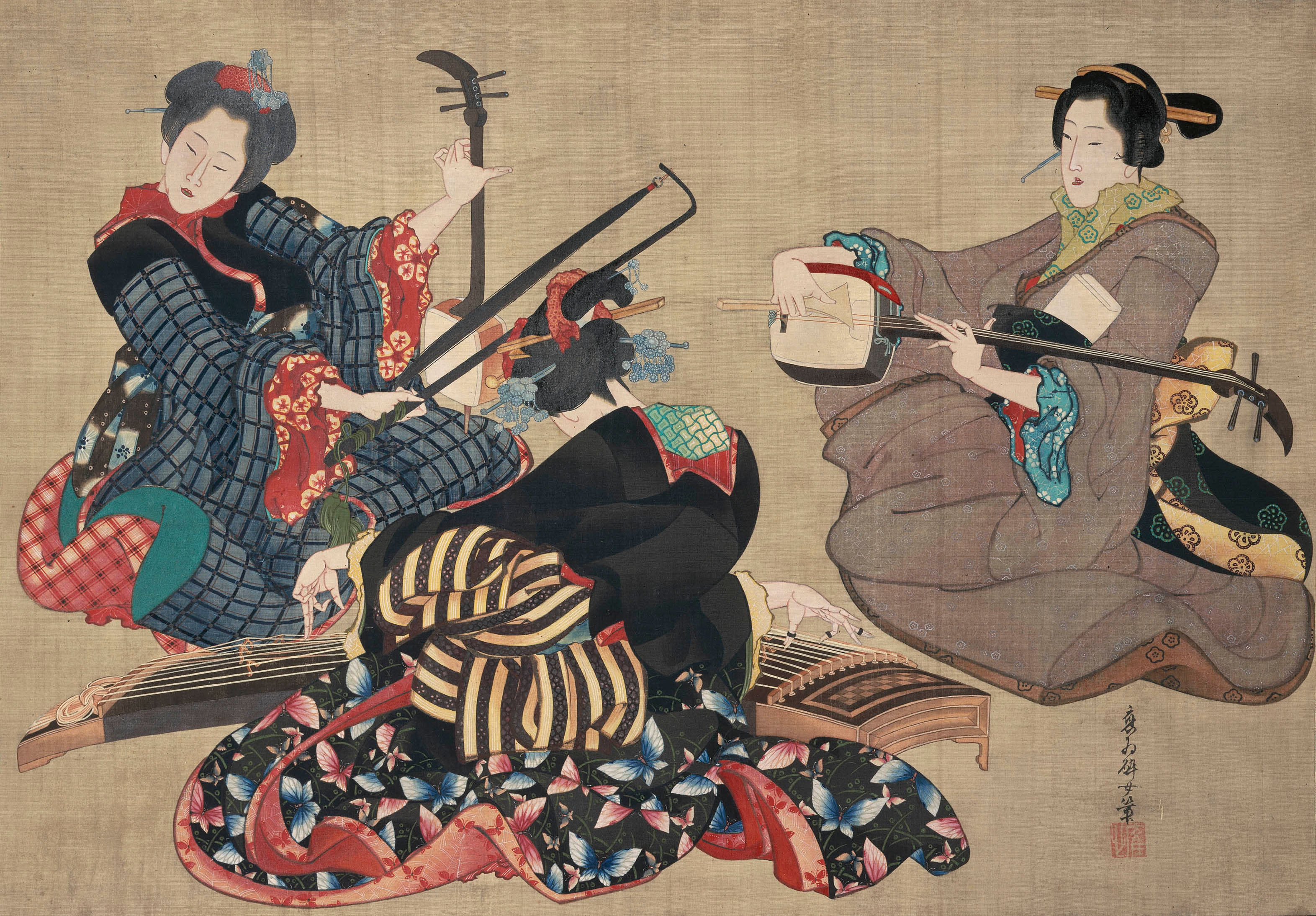
葛飾応為『三曲合奏図』

三曲合奏（さんきょくがっそう）とは、三曲の楽器である地歌三味線（三弦）、箏、胡弓の三種の楽器による合奏編成、及びそれにより演奏される音楽をいう。古くは「三曲合わせ」などとも呼ばれた。後に尺八が参入し、特に明治以降、三味線、箏、尺八による編成が多くなった。今日の文献によっては、胡弓入り三曲合奏が現在では行われていないかのような記述がしばしば見られるが、実際には現在においても胡弓入り三曲合奏は少なからず行われているので、これは明らかに誤りであり、十分な注意が必要である。

## 概説
今日的な「三曲」とは「三つの曲」ではなく、おそらく当道座の音楽家たちの本来の専門音楽である「平曲」（平家琵琶の音楽）に対して、同じく彼らが専門とする新しい三種の楽器（三味線（主として地歌の三味線）、箏、胡弓）」とその音楽である地歌（地歌）、箏曲、胡弓楽を区別するために使われ始めたのではないかと思われる。しかし厳密なものではなく、18世紀後半には箏、胡弓に尺八が加わった合奏を「三曲」と呼んだ記録もある。実際、江戸時代末期からそこに尺八が参入したので、現在三曲と呼ぶ場合は地歌・箏曲・胡弓楽・尺八楽を総合する名称と言え、邦楽分類上不可分な一ジャンルの呼称となっている。これらの四種の音楽のうちで、三種の楽器編成で合奏されるのが現在言われる「三曲合奏」であるが、それと「三曲」の概念との前後関係は不明である。言えることは「三曲合奏」とは三種の楽器を合奏させる意味であって、「三」種の楽器を合わせて奏する「曲」という意味ではないということである。ただし三曲においてすべての楽曲が三曲合奏されるわけではない。大学のサークルで、邦楽部が存在する場合にはこの三曲を構成する楽器を行っている場合が殆どである（ただし、主に伝統的な曲を行っているサークルと、主に現代的な曲を行っているサークルとがある。）このほか「三曲萬歳」では三味線、胡弓、鼓をいう。

## 三曲合奏の範囲
三曲合奏が行なわれる曲は「三曲」の中でも地歌曲（三味線組歌を除く）が多いほか、箏曲（段もの、及び山田流箏曲の歌もの、段もの）、まれに胡弓本曲（「岡康砧」など）がある。当然「三曲」の範囲内で行なわれるので、地歌以外の三味線音楽では、三曲合奏はまずほとんど行なわない。長唄曲に「三曲糸の調」や「三曲松竹梅」があるが、これは三曲を指し、つまり三種の楽器を詠んだもので、三曲合奏の意味ではない。また三曲合奏が行なわれるわけでもない。地歌曲の「三つ恋慕」も同様な趣向の曲であるが、こちらは地歌なので三曲合奏が行なわれる。また三曲に属する箏曲の中でも、筑紫箏、及び八橋流箏曲は三曲合奏以前の音楽を伝えているので、まったく他楽器との合奏を行なわない。
地歌曲の場合は、多くは元の三味線パートに後に箏や胡弓のパートが付けられた。後から付けられるパートは流派によって異なっている場合が多い。楽器編成は古くは三弦、箏、胡弓の組み合わせが一般的であったが、箏、胡弓、尺八といった組み合わせの三曲合奏も行なわれた。胡弓の代わりに尺八が加わることも江戸時代後半から行なわれていたが、明治初年に虚無僧制度が廃止されて以降、尺八が積極的に三曲合奏に進出し、今日では胡弓よりも尺八が加わる方が圧倒的に多くなった。ただし胡弓入りの三曲合奏がなくなったわけではなく、現在でも各地で行なわれ、特に名古屋では比較的盛んであるし、また山田流箏曲に藤植流の胡弓が加わり三曲合奏されることもある。歌のある曲の場合は、三味線，箏の奏者が弾きながら唄う。

## 三曲合奏の音楽的特徴
三曲合奏を人体になぞらえて、三味線は骨、箏は肉、胡弓、尺八は皮にたとえられることがある。通常、胡弓と尺八は持続音楽器として同じ働きをするので互換性が強く、三味線、箏、胡弓か、三味線、箏、尺八の編成が普通である。ただし、一般的ではないが箏、胡弓、尺八と言った組み合わせも可能である。楽器間の関係は、曲によってほとんどユニゾンのものもあれば（歌がある場合はその方が良いことも多い）、器楽的要素が強い曲では各楽器が複雑にからみ合うよう作られているものが多い（特に三味線と箏）。これはきわめて精緻に作られた合奏音楽と言え、雅楽の管絃やガムランなどと共に、西洋音楽のポリフォニー（多音性）とは異なるヘテロフォニー（異音性）の端的な例として挙げることができる。また例えば地歌のある曲でも、流派によって違う箏の手、胡弓の手、尺八の手がつけられていることが多く、それもユニゾンに近いものから多音的なものまで、流派によっても傾向が異なっている。西洋音楽で言えば弦楽四重奏の各パートが緊密な重層的構造を成していて、絶対的に固定され一パートでも欠かせないのと違い、三曲合奏は本来独奏曲に後から他のパートを付けたものであり、どちらかと言えば流動的、並列的、装飾的であって、その編成にはバロック音楽のように自由さがあり、三という数にこだわらず、たとえば三味線と尺八だけ、箏と胡弓だけ、三味線と箏、あるいは三味線の本手と替手だけといった編成での演奏も行なわれるし、独奏や四種の楽器での合奏すら可能である（ただしそれらのような場合は三曲合奏とは言わない）。あるいは三曲合奏の中に箏、または三味線の替手や地を加えたり（つまり4パート以上の編成）することも珍しくない。それぞれの編成に面白みがあり、また流派によって後で付けられたパートの旋律が違っていたりするので、同一曲でも様々な編成の演奏を楽しむことができる。このような融通性が特徴と言える。ただ、幕末になるほど、特に光崎、幾山、吉沢の各検校らの作品の多くは2～3パートが一人で作られており、各パート間の関連が緊密になる傾向がある。さらに下って宮城道雄の作品においては、各パートは完全に固定され、西洋音楽のポリフォニーの概念も導入されている。こうして、三曲合奏は日本の伝統音楽の中でも合奏音楽として重要な位置を占めており、明治以降、西洋音楽にももっとも早くから対応することにもなった。このように三曲合奏が多音的な展開を見せたのも、地歌の手事もの、箏曲の段もの、胡弓本曲など器楽的な発展が著しかったからであろう。ただしあくまでも声楽を基本とする山田流箏曲では、基本的にほとんどすべてユニゾンで三曲合奏が行なわれる。

## 三曲合奏の由来
三種の楽器（地歌三味線、箏、胡弓）が合奏される由来は、もともとこれらがすべて当道座に属する盲人音楽家が扱う楽器であったからである。しかし演奏者は同じでも本来、三味線は地歌、箏は箏曲、胡弓は胡弓楽という、それぞれ別個の音楽として成立、存在していたので、江戸時代初期の芸術音楽の範囲において、異種の楽器が合奏されることはほとんどなかった。実際に現在でも、初期に作られた楽曲（本曲、または本手組ともいう）は、他の楽器を加えないことがほとんどである。ただしそれらの中で箏曲の「段もの」は後世三曲合奏が行なわれるようになった。
三曲合奏に地歌曲が多い理由については、次のように考えられる。上方における三曲の音楽の中では、江戸時代中期になると箏曲が停滞し、旧作の演奏のみで新作は非常に少なくなる。その一方で、三味線はその音楽がますます発展し、次々と新しい形式が生み出され、後期にかけて日本音楽の主導権を握る楽器となった。こうして江戸時代中期以降、厖大な数の地歌三味線の新曲が次々と作られ、天保頃までの箏の発展は、主にそこに便乗し合奏する形で進んだ。胡弓は中期に興隆していくつか流派も生まれ、新作も作られた。特に尺八や笛から影響を受けた曲が生まれ、それが更に三味線(地歌)に取り入れられたりすることもあったが、江戸時代後期に入るとやはり地歌に便乗する面が強くなったといえる。なお尺八も中期に興隆したが、これは当道座の外の楽器であり、その音楽に三味線や箏が直接合奏することはなく、三曲合奏に参入する時も結局尺八が地歌、箏曲に便乗する形になった。
ただし江戸時代初期には、大衆的な曲では色々な合奏が行なわれていたことが絵画などで知られるが、そのような曲は現在ほとんど伝えられていない。

### 箏の参入
芸術曲における箏と三味線の本格的な合奏は、元禄期の生田検校により始められたと言われ（異説もあり）、三味線の曲（地歌）に箏のパートを作り合わせるようになった。当時は両パートをほとんどユニゾンに合わせるだけであったが、文化頃に至って大阪の市浦検校により、元の三味線パートに対して異なった旋律を持つ箏のパートが作られるようになり、合奏効果が高まった。これを「替手式」と呼び、京都の八重崎検校らによりいっそう洗練されたが、三味線と箏の両パートを一人の作曲家が作るようになったのは八重崎の弟子の光崎検校からである。
いっぽう江戸では、1777年に山田検校が新しい箏曲山田流を創始するが、これは地歌ではなく一中節、河東節など浄瑠璃の音楽スタイルを取り入れたもので、はじめから箏と三味線を合奏させていた。

### 胡弓の参入
胡弓も独自の楽曲である胡弓本曲を持つ一方、江戸中期からしばしば地歌や箏曲の合奏に加わっていたが、やはり即興的にユニゾンに近い状態で合わせられていたらしい。胡弓本曲に三味線または箏を合わせることはあったが、これは主に「地」で伴奏する形であり、普通二重奏までで三曲合奏にはしない。ただ、胡弓楽から「巣籠」や「獅子」といった器楽的要素が地歌に取り入れられ、地歌の器楽的発展のひとつの要素となった点は重要である。地歌や箏曲での合奏の中で、胡弓に独自の旋律を持たせたのは光崎の後輩にあたる名古屋の吉沢検校である。また同一曲において胡弓のパートも含め三パートすべてが一人の作曲家により作られるようになったのも吉沢からであり、以後二パート、三パートを一人で作曲することが多くなった。
江戸では、18世紀中頃に藤植検校により藤植流胡弓が成立していたが、山田検校により山田流箏曲が興ると、それに加わり合奏されるようになった。また尾張から松翁流胡弓が伝えられ、山田流箏曲との合奏専用に特化して伝えられている。

### 尺八の参入
尺八は本来虚無僧の占有楽器であり、娯楽よりは宗教行為のひとつとして演奏されてきたが、江戸時代中期に黒沢琴古が出て、宗教音楽から世俗音楽への道が開かれた。しかし他の楽器との演奏は法令により表向き禁止されていたらしいが、実際にはすでに18世紀末に尺八が加わった三曲合奏図が見られる。ただし本格的な三曲への参入は幕末に大阪で始まり、特に明治になって、普化宗廃止により虚無僧という生業を断たれた尺八奏者たちが、新たな仕事の場として積極的に進出したのが大きなきっかけである。今日伝えられている琴古流系尺八のパートは、明治のごく初期に吉田一調、荒木古童らによって手付けされた。その後都山流の創始者である初代中尾都山がより手の込んだ手付を行ない、ほかにも竹保流、上田流、西園流など各流が独自の手付を行なっている。はじめて同一曲内において尺八のパートまで作曲したのは宮城道雄であり、西洋音楽の合奏法を取り入れて作曲されている。